# Metabolit secundar

Taxolul este un exemplu de metabolit secundar vegetal, cu proprietăți anticanceroase.

Un metabolit secundar este un metabolit, un compus chimic produs de către specii de bacterii, fungi sau plante, care nu este implicat în procesele obișnuite de creștere celulară, dezvoltare sau reproducere. Spre deosebire de metaboliții primari, care sunt esențiali pentru viața organismelor, cei secundari afectează rata de supraviețuire sau aspecte legate estetica organismului, dar lipsa lor nu duc la moartea sa. Uneori prezintă un rol în apărarea speciei. Metaboliții secundari sunt utilizați ca medicamente, arome, pigmenți sau uneori ca droguri.
Termenul de metabolit secundar a fost creat de Albrecht Kossel, laureat al Premiului Noebel pentru Medicină și Fiziologie în anul 1910. 30 de ani mai târziu, botanistul polonez Friedrich Johann Franz Czapek a descris metaboliții secundari ca fiind produșii finali ai metabolismului azotului.